# 高整信
趙郡王高整信（？—？），北齊神武帝高歡之侄趙郡王高叡之子。
天統五年（569年），父親高叡因要求後主高緯及太后將佞臣和士開調任外職。胡太后不悅，暗中使劉桃枝於雀離佛院殺死高叡。
高整信繼嗣為趙郡王，歷任散騎常侍、儀同三司。高整信為人好學有行檢，少年時因打獵墜馬，弄傷了腰和腳，最終不能起身步行，他最後在長安逝世。